# Сказания иностранцев
Сказания иностранцев — название, данное в русской исторической литературе письменным свидетельствам иностранцев (записки, дневники, донесения, заметки и пр.), составленным на основании собственных наблюдений или по рассказам других лиц, побывавших в русских землях в VI—XVIII веках. Этот важный исторический материал обратил на себя внимание российских исследователей.
Сведения о славянах встречаются у византийских писателей с VI века, у арабских — с IX века. Германские и польские писатели дают сведения о Руси XI, XII и последующих веков. Важнейшими среди авторов сочинений подобного жанра следует признать: австрийца Сигизмунда Герберштейна (1486—1566), немца Генриха Штадена (1542—1579), англичанина Джайлса Флетчера (1548—1611), немца Конрада Буссова (1553—1617), француза Жака Маржерета (1565—1619), голландца Исаака Массу (1586—1643), немца Адама Олеария (1599—1671), француза Гийома Левассёра де Боплана (1595—1673), австрийца Августина Мейерберга (1622—1688), шотландца Патрика Гордона (1635—1699), австрийца Иоганна Георга Корба (1672—1741) и немца Кристофа Германа Манштейна (1711—1757).

## Достоинства и ошибки сказаний
До второй половины XVII столетия не известно ни одного русского произведения, которое рисовало бы общую картину состояния тогдашнего общества. Этот пробел восполняется до известной степени заметками иностранцев.
Иностранцу легче отметить особенности быта страны: являясь в страну со своими собственными, иногда противоположными привычками и взглядами, он быстро и легко схватывает чуждые ему особенности и запоминает их. Иностранцы, приезжавшие в русские земли, были образованнее местного населения и им легче было понять общие причины событий; у них был и материал для сравнения, недостававший русским вследствие замкнутости их жизни. Также иностранцы могли безбоязненно передавать свои хотя бы и неприятные для русских наблюдения; им не надо было скрывать факты из опасения навлечь на себя гнев «сильных мира сего».
Кроме вышеуказанных достоинств сказания иностранцев заключают в себе много ошибок. Причины этому двоякого рода: 1) общие, коренящиеся в характере сношений русских с иностранцами, и 2) частные, в зависимости от обстоятельств известного времени и личных особенностей писавшего.
С самого въезда иностранного посольства на русскую территорию оно попадало как бы под аресты, к послам никого не допускали, их самих одних никуда не отпускали. Все иностранцы XVI века, ездившие в Москву и оставившие записки, жаловались на дурное обращение с ними приставов, которых назначали состоять при послах или, вернее, их караулить. Только к концу XVII века положение иностранных посольств стало легче. Знакомиться с русской жизнью при таких условиях было очень трудно. Очень немногие из иностранцев знали русский язык, большинство разговаривали с русскими через переводчиков, зачастую малограмотных. Обращаться непосредственно к литературным памятникам мешала, кроме незнания языка, трудность их приобретения; тем не менее, некоторые из иностранцев — например Герберштейн (1486—1566), Флетчер (1548—1611) — находили возможность пользоваться этим источником при составлении своих описаний. Некоторые польские авторы (Ян Длугош и Мацей Стрыйковский) изучали русский язык для использования сведений древнерусских летописей в своих хрониках. С другой стороны, до конца XVII века русские очень подозрительно относились к иностранцам и считали даже своим долгом давать им неверные сведения. Также национальные и религиозные предрассудки налагали свою печать на сказания. Очень часто иностранцы, не понимая какого-нибудь явления, осуждали его и выводили из него неверные заключения.
Частные причины, почему иностранцы не могли быть беспристрастными в своих свидетельствах, коренились в личных свойствах путешественника, то есть зависели от степени его образования и развития, и от обстоятельств, при которых писались записки. Нельзя, например, доверять полностью сообщениям итальянского иезуита Поссевино (в Москве в 1582 году), зная, с какою целью он приезжал к Грозному; нельзя принять на веру ни одного факта из книги Гваниньи, так как она написана с предвзятым намерением служить интересам Стефана Батория. В целом, сказания иностранцев дают историку материал богатый, но требующий надлежащей критики.

## Древний период славянской и русской истории

### VI век
Сведения о славянах у византийских историков встречаются, начиная с VI века. Особенно важное значение имеют указания Прокопия, Менандра и императора Маврикия; последний в своей «Стратегике» сообщает много данных о положении славянских племен.
Очень много сведений, в высшей степени ценных, даёт готский историк Иордан в своём описании готского государства в VI веке.

### VII век
Из историков VII века имеет значение Феофилакт Симокатта, повествовавший о царствовании императора Маврикия.

### IX век
В продолжении хроники Георгия Амартола (IX век) рассказывается о походе Руси на Константинополь в 860 году.
Тема истории первого крещения Руси затрагивается в посланиях и беседах византийского патриарха Фотия (ок. 820—896).

### X век
О Биармии и Балтике рассказывают Отер («Путешествие Оттара») и Вульфстен, посетившие эти места в IX веке по приказанию английского короля Альфреда.
Из византийских писателей X века важны Лев Грамматик, Константин Багрянородный и Лев Диакон. Константин Багрянородный, кроме общей характеристики русов, передает о приёме Ольги в Византии (957) (см. «О церемониях»); Лев Диакон описал войну Святослава с греками.
Много ценных сведений о славянах, русах, хазарах и булгарах находится в арабской географической литературе. Наиболее древнее описание русской истории содержится у Ибн Руста; в его сочинении «Дорогие ценности». Мусульманский писатель Ибн Хордадбех, живший на рубеже IX и X веков, в «Книге путей и государств» приводит много сведений о торговле славян. Чрезвычайно интересные сообщения ибн-Фадлана, лично бывавшего в Поволжье, давно уже обратили на себя внимание исследователей; то же надо сказать про Аль-Масуди. Ибн-Ал-Надим в своей «Книге росписи наукам» сообщает о существовании каких-то письмен у русов.
Первое иностранное известие о древнерусском правителе Игоре содержится у Лиутпранда, кремонского епископа. Сведения о князьях Владимире и Святополке находим в сказании Мерзебурского епископа Титмара.

## Второе тысячелетие

### XI век
Некоторые сведения о Руси XI века дают в своих летописях византийцы Георгий Кедрин и Иоанн Зонара; большое значение имеют сочинения бременского каноника Адама и Ламберта, у последнего есть сведения о Святославе Ярославиче.
Описание Киева есть у немецкого миссионера Бруно, посетившего Русь в 1007 году.

### XII век
Из мусульманских писателей XII века исследователи выделяют Идриси и аль-Андалузи, из западных — Оттона Бамбергского и Гельмольда.
Много сведений находится у чешского летописца Козьмы Пражского. Рукописи краледворская и зеленогорская были признаны на рубеже XIX и XX веков подделками.
Интересны сообщения венгерского хрониста Анонима Нотария о прохождении венгров через Русь.
Польский повествователь XII века Мартин Галл рассказывает в своей хронике о борьбе сыновей Владимира и о вмешательстве Болеслава.

### XIII век
Йакут, мусульманский учёный, живший на рубеже XII и XIII веков, сообщает в своём Словаре много важных сведений для русской истории; также как аль-Казвини, писавший около 1275 года.
К сообщениям датского историка Саксона Грамматика надо относиться с большой критикой. Епископ краковский Викентий Кадлубек сообщает о князе Романе Мстиславиче Галицком. Из ливонских историков XIII века главное значение имеет Генрих Латвийский, который рассказал нам о взаимоотношениях жителей Новгорода и Пскова с финно-угорским и балтским населением; важные известия заключаются в Ливонской рифмованной хронике.
Для изучения татар главным источником служит описание путешествия итальянского францисканца Плано Карпини в Великую Монголию; у него же есть сведения о положении русских территорий при Ярославе Всеволодовиче. «Создатель новой географии», знаменитый венецианец Марко Поло (1254—1324), приводит важные сведения о татарах и некоторую интересную информацию о бытовой жизни населения русских земель.

### XIV век
Для русской истории большой интерес представляет путешествие Ибн Баттуты (XIV век), родом африканца. Важные известия о Галицкой Руси передаёт польский хронист Янко из Чарнкова. Меньше значения имеют сказания англичанина Мандевиля и австрийца Зухенвирта. Много сведений о Золотой Орде содержатся в сочинении баварца Иоганна Хильбургера (1344).

### XV век
С возвышением Московского государства интерес к русским землям на Западе усиливается; число сказаний значительно возрастает, характер их меняется: вместо прежних, большей частью отрывочных сведений в работах иностранцев появляются всесторонние исследования, всецело посвящённые московско-русскому государству. Важнейшие из сказаний XV века: заметки фламандского рыцаря Ланнуа, описание путешествия венецианца Иосафата Барбаро в Тану (ныне Азов); книга «о Польше, Литве и Пруссии» Енея Сильвия Пиколомини, впоследствии ставшего папой под именем Пия II; сообщение о Москве венецианца Амброджо Контарини.

### XVI век
Знаменитые записки о Московии начала XVI века были написаны Сигизмундом Герберштейном и впервые опубликован в Вене на латинском языке в 1549 году под заглавием «Rervm Moscoviticarvm Comentarii…». До конца XVI века труд Герберштейна был издан 20 раз на разных европейских языках.
До Герберштейна о Московии писал Павел Йовий (Паоло Джовио), его сочинение «Книга о посольстве Василия…» ("De legatione Basilii Magni Principis Moscoviae,,,), написанное после встреч и разговоров в Риме с гонцом великого князя Московского Василия III Дмитрием Герасимовым к папе Римскому Клименту VII в 1525 году. Оно было выпущено в Риме в 1525 году на латинском языке и стало первой изданной книгой о нашей стране. В XVI веке это произведение было самым переиздаваемым на разных языках сочинением о России.
Уже в первом издании «Всеобщей космографии» Себастьяна Мюнстера (Базель, 1544) была опубликована статья о Московии, сопровождённая ксилографированным чертежом, выполненным по чертежу Антония Вида — Ивана Васильевича Ляцкого. который будет выгравирован Францем Хогенбергом в 1570 году.
В сочинении «О двух Сарматиях» (1517) польского писателя Матвея из Мехова много историко-топографических сведений о России. Известия о религии русских собраны в труде известного богослова XVI века Фабера и в записке гнезненского архиепископа Яна Ласского, поданной Латеранскому собору.
Интересны письмо Альберта Кампензе к папе Клименту VII; сочинение епископа Ночерского Иовия, составленное по рассказам русского переводчика Дмитрия Герасимова; сочинение венецианца Тьеполо «Рассуждение о делах Московии» (1560). Очень важные сведения о русской торговле, товарах и ценах собраны в сказании итальянца Рафаэля Барберини (1565).
В XVI веке начинается знакомство англичан с Россией после известного приключения с Ченслером (в России в 1553—1554 годы). Последний описал своё путешествие; его описание и рассказы послужили материалом для Климента Адамса, который составил сказание о приключении Ченслера. Сказания англичан отличаются большой положительностью; в них много сведений об экономическом положении России. Большой интерес представляют работы Дженкинсона и Джерома Горсея, особенно последнего; много важных сведений в донесениях цесарского (австрийского) посла Иоганна Кобенцля и в сочинении его секретаря фон Бухау.
Беспристрастное освещение фактов находится в «Странствовании» датчанина Ульфельдта, дважды посетившего Москву (1578; Jacob Ulfeldt, 1535—1593). О работах Гваньини и Поссевино упомянуто выше.
Альберт Шлихтинг в 1570 году написал на латинском языке сочинение «Новости из Московии, сообщённые дворянином Альбертом Шлихтингом о жизни и тирании государя Ивана». 
Генрих фон Штаден составил описание Московии (конец 1577—1578 год) под названием «Страна и правление московитов, описанные Генрихом фон Штаденом» (Moscowiter Land und Regierung Beschriben durch Henrichen von Staden). 
Конрад Буссов. Ему принадлежат сочинения о событиях в России в конце 16-го века.  
Из сказаний польских писателей важнее других сочинение Рейнгольда Гейденштейна, секретаря Замойского и Стефана Батория, описавшего войну Грозного со Стефаном Баторием. Заслуживают внимания ещё сказания Лаврентия Миллера, Соломона Геннига, Филиппа Ольмена, Михалона Литвина; книга последнего по её тенденции напоминает «Германию» Тацита.
Из сказаний конца XVI века первое место занимает сочинение Флетчера. Это — драгоценный памятник для русской истории, особенно в вопросах финансовых. К той же эпохе относятся ещё сказания грека, епископа Суздальского Арсения и цесарского посла Никласа фон Варкач. Запорожцев описал цесарский поверенный Эрих Лассота.

### XVII век
XVII век — самый богатый сказаниями иностранцев. Повествование о Смутном времени и предшествовавших ему событиях находим в описании посольства Льва Сапеги, в прекрасной книге французского наёмника-гугенота Жака Маржерета, в не менее важном сочинении служилого немца Конрада Буссова, в описании пребывания в Москве датского принца Иоганна, в дневнике польских послов Николая Олесницкого и Александра Гонсевского, в так называемом «дневнике Марины Мнишек», в обстоятельной книге нидерландского торговца Исаака Массы и в не столь изысканных, но более объективных записках немецкого купца Георга Паерле.
Большой интерес представляют воспоминания и дневники поляков, находившихся в Смутное время в России — дневник Бельского, дневник осады Смоленска, дневник Сапеги, осаждавшего Троице-Сергиевскую лавру (1608—1610), дневник Маскевича и др. Главным источником для описания действий поляков в Смутное время служат записки талантливого и умного гетмана Станислава Жолкевского. Много сведений, особенно о третьем самозванце, находим в сказании шведского дипломата Петра Петрея. Ко времени царствования Михаила Федоровича относится драгоценное сказание Олеария — лучший из иностранных источников для XVII века.
Для истории Польши и Украины большое значение имеет книга французского инженера Боплана «Описание Украйны».
Важнейшие из сказаний, относящихся ко времени Алексея Михаиловича (правил 1645—1676): сообщения архидиакона Павла, где много ценных сведений о русском духовенстве и между прочим о Никоне, в низложении которого он сам принимал участие (12 (22) декабря 1666); сочинение Мейерберга, ценное благодаря приложенным к нему рисункам; сказание немца Рейтенфельса, сообщающее много данных для характеристики Алексея Михайловича; сказание итальянца да-Ченеда). Сведения о Разине дают кардинал Альтиери и голландец Стрейс. Для характеристики личности и правления царя Алексея Михайловича важность имеют сочинения его английского врача Сюмюэла Коллинза, прожившего в России 8 лет, австрийского дипломата барона Августина Мейерберга, а также сирийского путешественника, сына патриарха Антиохийского Макария III Павла Алеппского, побывавшего со своим отцом в России и в Украине. Не лишены значения путевой дневник голландского дипломата и учёного Николааса Витсена, а также записки Иоганна Кильбургера и Иоганна де Родеса, писавших о русской торговле XVII века, Кояловича, рассказавшего историю казацкой войны, польского шляхтича Ерлича, Яна Пасека и голландского посланника Конрада Кленка. Ценные наблюдения оставили также секретарь австрийского посольства Адольф Лизек, участник шведского посольства Эрик Пальмквист.
Из сказаний иностранцев, относящихся ко времени детства Петра Великого (род. 1672), интересны сочинения немца Кемпфера и француза де ла Невиля; последний под видом польского гонца служил французским шпионом; у него много очень любопытных сообщений о правлении Софии, но его рассказ требует проверки. Сказание французского иезуита Авриля даёт много ценных указаний для характеристики иностранцев, живших в России.
Во главе сказаний Петровской эпохи (1689—1725) следует поставить найденные в датском государственном архиве записки вице-адмирала и дипломата Юста Юля. Для начального периода правления Петра I незаменимым источником служит дневник Патрика Гордона. События после возвращения Петра из-за границы (1698) описаны в дневнике австрийского дипломата Иоганна Георга Корба. Важное значение имеют записки брауншвейгского резидента Вебера, большого почитателя Петра Великого. Ещё выше стоят записки Иоганна Фоккеродта, секретаря прусского посольства, человека вполне образованного: отдавая дань гению Петра Великого, он наряду с хорошими сторонами его царствования указывает и много тёмных.
Домашняя жизнь русского общества описана голштинским камергером Берхгольцем. Противниками Петра Великого выступили швед Страленберг и немец Нейгебауэр, воспитатель царевича Алексея; с последним Пётр даже вёл полемику.

### XVIII век
Шведская война до смерти Карла XII (1718) описана генералом Аллартом; Прутский поход (1711) — французом Моро де Бразе («Записки бригадира Моро-де-Бразе»). См. также сказания капитана фон Вреха (Curt Friedrich von Wreech), шведа Адлерфельда, поляка Отвиковского, «поляка-очевидца». Ценные сведения о государственном управлении и военном деле в Российской империи, а также дворцовых переворотах, дают записки прусского генерал-майора Кристофа Германа Манштейна, находившегося в 1736—1744 годах на русской службе и тесно общавшегося с рядом видных российских вельмож и полководцев.
С XVIII века большое историческое значение приобретают донесения иностранных послов, но как они, так и вообще позднейшие записки, мемуары, воспоминания иностранцев, относящиеся к России, уже не подходят под категорию сказаний в узком смысле этого слова. См. Записки иностранцев о Российской империи.

## Исследования сказаний иностранцев
В хронологическом порядке

### Исследования XIX века
- Устрялов, Н. Г. Сказания современников о Дмитрии Самозванце. В 5 частях. СПб.: Типография Императорской Российской академии, 1831—1834. Часть 1: Берова Летопись Московская; ч. 2: Записки Георга Паерле; ч. 3: Записки Маржерета и президента де-Ту; ч. 4: Дневник Марины Мнишек и послов Польских; ч. 5: Маскевич.
- Старчевский, А. В. «Сказания иностранных писателей XVI в. о России» (1841, на латинском языке) и «Historiae Ruthenicae Scriptores exteri saeculi XVI» (1842)
- Любич-Романович, В. И. «Сказания иностранцев о России в XVI и XVII в.» (СПб., 1843)
- Аделунг, Ф. П. «Критико-литературное обозрение путешественников по России до 1700 г. и их сочинений» (ч. 1—2, М., 1864; пер. с нем.). Книга удостоена полной Демидовской премии. Оригинал на немецком языке был издан в СПб. в 1846.
- Ключевский В. О. «Сказания иностранцев о Московском государстве» (1866; кандидатская диссертация и первая печатная работа историка).
- Бестужев-Рюмин, К. Н. Сказания иностранцев / «Русская история»; том 1-й (о периоде до конца XV столетия; изд. СПб., 1872).
- Зотов В. Р. «Сказания иноземцев о России XVIII столетия» (Русская старина, 1874;  Архивная копия от 20 октября 2016 на Wayback Machine).
- Труды С. М. Середонина:
  - «Перевод известий англичан о России» (в «Чтениях Московского Общества Истории и Древностей России», 1884, № 4),
  - «Известия англичан о России во второй половине XVI века» («Журнал Министерства народного просвещения», 1885, № 12),
  - «Известия иностранцев о вооружённых силах Московского государства» («Библиограф», 1891, № 2 — 3 и отдельно, Санкт-Петербург, 1891).
- Труды А. И. Алмазова:
  - Сведения о храмах и богослужении Русской Церкви по сказаниям западных иностранцев XVI—XVII вв. // Православный собеседник, 1887.
  - Сообщения западных иностранцев XVI—XVII вв. о совершении таинств в Русской Церкви. (Казань, 1900; )

### Исследования XX века
- Алексеев М. П. Сибирь в известиях западноевропейских путешественников и писателей (XIII—XVII вв.). — Иркутск: ОГИЗ, Иркутское областное изд-во, 1941. — 612 с.
- Труды М. А. Алпатова:
  - Русская историческая мысль и Западная Европа XII—XVII вв. — М.: Наука, 1973. — 476 с.
  - Русская историческая мысль и Западная Европа (XVIII — первая половина XIX в.). — М.: Наука, 1985. — 272 с.
- Лимонов Ю. А. Культурные связи России с европейскими странами в XV—XVII веках. — Л.: Наука, 1978. — 272 с.
- Мельникова Е. А. Формирование и эволюция географических представлений в средневековой Западной Европе // Средние века. — 1990. — Вып. 53. — С. 52—74.

### Исследования XXI века
- Кирпичников А. Н. Псков в преддверии нового времени и сообщения иностранцев об этом городе // Псков в российской и европейской истории. — М.: Московский государственный университет печати, 2003. — С. 39—58.
- Труды Г. М. Коваленко:
  - Великий Новгород в европейской письменности XV — начала XX вв. // Вестник Новгородского государственного университета. — 2006. — № 38. — С. 36—40.
  - Иноземцы в Великом Новгороде // Русская история. — 2013. — № 2. — С. 62—67.
- Рыбаков В. В. Семинар «Русь, Московия, Россия в свидетельствах иноземцев» в ИВИ РАН // Средние века. — М.: Наука, 2014. — Вып. 75 (1-2). — С. 134—136.